# 講談社コミックスなかよし
講談社コミックスなかよし（こうだんしゃコミックスなかよし）は、講談社が発行する日本の漫画単行本レーベルで、講談社コミックスのサブレーベル。同社の少女漫画雑誌『なかよし』に掲載された作品を主に収録している。1974年創刊。創刊時の定価は350円。新刊は毎月6日頃に発売されているが、2009年3月分の新刊の発売日は19日に、同年4月分の新刊の発売日は28日に、さらに同年5月分の発売日は13日にそれぞれ変更された。
創刊時に刊行されたのは以下の作品である。
- 『しあわせですか?』（里中満智子）全2巻（KCN201 - 202）
- 『敦子のあしたは』（原作：吉田とし、いがらしゆみこ）全2巻（KCN203 - 204）

「講談社コミックスなかよし」は単行本の奥付などに記載されている名称であるが、略称としてKCなかよし（ケーシーなかよし）、もしくはなかよしKC（なかよしケーシー）と呼ばれることもある。

## 概要
単行本に纏める作品は『なかよし』本誌や『なかよし』の増刊への掲載作品が主だが、事実上廃刊となった『Amie』や『るんるん』に掲載された作品をKCなかよしとして纏める場合もあった。
逆に『なかよし』掲載であっても版形を変え、「KCデラックス」のレーベルで出す場合もある（外部作家に多い）。これはヤンマガKCなど他の講談社のレーベルにも共通する仕様である。
ISBN番号は、4-06-108***-*（ナンバリングKCN499まで）、4-06-178***-*（KCN500 - 999）、（978-）4-06-364***-*（KCN1001 - ）を使用している（KCN1000は欠番）。

## デザインの変遷
1974年 - 1987年頃に発行された単行本は表紙の絵は枠で囲まれていて、上部に "Kodansya Comics n a k a y o s i" と記載されており、この部分の背景色が本によって違っている。ハートマークで囲まれた犬のマークが表紙左上に描かれていて、その近辺にはKCなかよしのロゴがある。背表紙には "KCN○○○" というナンバリング表記があり、その背景色は表紙上部のものと同じ。その下に先述の犬マークがあり、ゴシック体で書かれたタイトルが記載されている。なおこのタイトル文字の色が黒である場合、販売時の定価は350円で、赤である場合は370円である。ただし350円から370円への定価改定時期に発行された一部の単行本には、黒でありながら定価が370円のものが存在している。
1987年頃 - 1991年初めに発行された単行本では表紙の枠が無くなり、全面を絵柄として使用している（初期のものにはKCなかよしのロゴが入っている）。背表紙のナンバリング表記の背景色は白で、そのタイトル文字には各作品のデザインが直接使用されカラフルになった。
1991年途中 - のデザインは大幅に変更された。背表紙の色はピンクを基調にしており、長い間使われていた犬のマスコットマークは消滅した。この時期には『なかよし』の姉妹誌『るんるん』の掲載作品を単行本化した「講談社コミックスるんるん」も同じデザインを採用していた為、見た目がKCなかよしにそっくりであり、古書店などでは同じ棚に並んでいることがある。また、講談社コミックスマガジンと異なりデザインの変更前から刊行されている作品であっても新デザインで続刊された（重版も新デザインに変更。）。
2023年現在では表紙全面に絵が描かれ、背表紙にはピンクや赤の配色を施している。背表紙の一部に絵を入れたり、背表紙のデザインを変更したりしているものもありバリエーションは豊富である。

## 特装版
2023年現在、以下の作品では「プレミアムKC」として特装版が刊行されている。通常版に比べて様々な付録等が付く。初版限定では無く、増刷されることもある。同時に刊行されている通常版はKCなかよしのレーベルとなっている。
- かみちゃまかりんchu（コゲどんぼ）
- しゅごキャラ!（PEACH-PIT）
- 地獄少女シリーズ（永遠幸）
- どきどき!たまタン（こげどんぼ*）
- 夢みるエンジェルブルー（白沢まりも）
- 妖界ナビ・ルナ（原作：池田美代子、菊田みちよ）

これ以外に『なかよし』掲載作品としては『シュガシュガルーン』（安野モヨコ）・『プチっと!てのりくま』（ゆみみ）も「プレミアムKC」として刊行されている。しかし前者の通常版はKCなかよしからは刊行されておらず、後者はプレミアムKCのみ刊行されている。

## このレーベルの主な作品
- キャンディ・キャンディ（原作：水木杏子、いがらしゆみこ）
- おはよう!スパンク（原作：雪室俊一、たかなししずえ）
- 不思議の国の千一夜（曽祢まさこ）
- すくらんぶる同盟（松本洋子）
- きんぎょ注意報!（猫部ねこ）
- ミラクル☆ガールズ（秋元奈美）
- 美少女戦士セーラームーン（武内直子）
- デリシャス!（原作：小林深雪、あゆみゆい）
- 闇は集う（松本洋子）
- 怪盗セイント・テール（立川恵）
- ゴーストハント（原作：小野不由美、いなだ詩穂）
- だぁ!だぁ!だぁ!（川村美香）
- 東京ミュウミュウ（シナリオ：吉田玲子、征海未亜）
- うるきゅー（秋元奈美）
- まもって!ロリポップ（菊田みちよ）
- キッチンのお姫さま（原作：小林深雪、安藤なつみ）